# Orses
Orses là một chi bướm ngày thuộc họ Bướm nâu.